# الکس آباد
الکس آباد (اندونزیایی: Alex Abbad؛ زادهٔ ۱۸ ژوئن ۱۹۷۸) مجری و بازیگر اهل اندونزی است. وی از سال ۲۰۰۰ میلادی تاکنون مشغول فعالیت بوده‌است.
از فیلم‌ها یا برنامه‌های تلویزیونی که وی در آن نقش داشته‌است، می‌توان به یورش ۲ اشاره کرد.